# André Charlin
Pour les articles homonymes, voir Charlin.
André Charlin, né le 20 mars 1903 dans le 4e arrondissement de Paris et mort le 28 novembre 1983 dans le 15e arrondissement de la même ville, est un ingénieur du son et un inventeur français.

## Biographie
André Charlin est né le 20 mars 1903 à Paris, dans l'île Saint-Louis. La musique est une passion; son grand-père, Victor Charlin, jouait du violon, lui; apprend la flûte.
André Charlin a travaillé dans plusieurs domaines : le cinéma sonore, le principe stéréophonique, le microsillon, le disque 16 tours, l'ingénierie nautique et surtout le haut-parleur électrostatique.
André Charlin fut le premier à commercialiser des disques microsillons en Europe, et, en France des disques microsillons stéréophoniques. Il fonda la maison d'édition portant son nom : André Charlin et consacra sa carrière à l'aboutissement des processus de reproduction phonographique.

### Recherches sur le son
Dans tous ces domaines, il a mené un combat d'avant-garde. Dès 1922, sa philosophie était en place : la technique doit prendre la nature pour modèle, et le respect absolu du son tel qu'il est émis à la source. La plupart des appareils qu'il construit sont le prolongement directif du système auditif humain.
En 1934, avec la sonorisation du film Napoléon d'Abel Gance, André Charlin donne une démonstration du principe de la stéréophonie. En 1948, une salle de cinéma sur quatre sera équipée de matériel Charlin. À peine la technique du magnétophone venait d'apparaître, que déjà André Charlin avait vu les conséquences que cela pouvait avoir sur le disque. L'année suivante, il présente au studio des Champs-Élysées les deux premiers microsillons européens. Depuis, sa première étude a subi de nombreuses modifications, mais sans cesser d'obéir au même principe : « La sensation stéréophonique provient du fait que nos deux oreilles sont séparées par le volume de notre tête. L'effet stéréophonique obtenu dans ces conditions convient essentiellement à nos habitudes et n'a pas besoin, pour nous satisfaire, d'être développé autrement, par des moyens artificiels ». À l'heure actuelle, la disposition des instruments dans l'espace telle qu'André Charlin la préconisait est devenue d'un usage absolument courant dans les studios.
Les nombreux enregistrements qu'il a réalisés sont disponibles en réédition.
1953/55, Beethoven, intégrale des sonates pour piano par Yves Nat, aux <Discophiles Français> réédité en CD 1989 par EMI.
- 196 ? : La Dynastie des Couperin, Huguette Grémy-Chauliac, clavecin
- 1963 : Messe à 8 voix et 8 Instruments H 3 de Marc-Antoine Charpentier sous la direction de Trajan Popesco. LP A. Charlin.

### André Charlin l'inventeur
Dès le début de la carrière d'André Charlin, Il se focalisa sur la reproduction phonographique et sa commercialisation. Ingénieur inventif il déposa ses premiers brevets concernant des haut-parleurs électrodynamiques en 1922. D'autre brevets  suivront tel que :
- Le bras de lecture.
- Le reproducteur électrostatique en 1926
- Le haut-parleur anti tourbillonnaire en 1943,
- Le haut-parleur stato-dynamique en 1963,
- Le haut-parleur et microphone électrostatique en 1953

Et déposa l'une de ses invention la plus connue, le microphone stéréophonique appelé "Tête artificielle" en 1963

## Le commencement au service du 7emeart
André Charlin se focalisa essentiellement sur le marché du théâtre cinématographique jusqu'en 1948. Il apporta ses services dans plusieurs domaines tels que les enregistrements optiques, les équipements de projection et reproduction sonore. Étant fabricant de matériel, André Charlin était reconnu pour la fiabilité de son matériel et avait conçu des projecteurs fiables et de très bonne facture, l'Actuacolor.
Il équipa, à l'époque le quart des salles de cinéma en France et plus de la moitié des salles parisiennes. En 1948, il céda ses activités dans le cinéma à Phillips qui héritera du brevet du couloir courbe utilisé plus tard sur le FP20.

### Les débuts du Laboratoire Charlin
En 1949, l'activité d'André Charlin évolue et se consacre complètement aux enregistrements sonores et à la construction d'équipement électroacoustique. C'est l'année de la création du LABORATOIRE CHARLIN, puis du CECE - Centre d'enregistrement des champs Élysée au 15 de l'Avenue Montaigne, derrière le théâtre des champs Élysée à Paris.
C'est le début de la carrière d'André Charlin dans la reproduction phonographique et comme il aimait le préciser, il n'était plus tout à fait un débutant.
Ce début d'activité correspond à l'avènement du disque microsillon sur le marché, ce n'est pas par hasard qu'il fabriquera le premier microsillon français pour le compte de "L'oiseau-lyre" ces années-là.
La collaboration entre André Charlin et Louise Dyer est un épisode du plus haut intérêt pour les deux entreprises, d'une part le CECE et d'autre part les éditions de l'Oiseau-Lyre. Il travaillera à cette époque pour beaucoup d'autres entreprises telles que: DUCRETET, ERATO, DISOPHILE, LUMEN, BAM

### Les disques André Charlin
En 1962, André Charlin décida de créer sa propre maison d'édition. C'est après le désengagement de DUCRETE qui céda son activité à PATHE MARCONI qu'il débuta sa propre collection de musique classique en réexploitant les meilleurs enregistrements qu'il avait réalisés à l'époque. Il intégrera ces enregistrements sous la référence SLC pour "Sélection des meilleurs enregistrements". En dix ans le monde du disque en France avait considérablement été modifié, la concurrence fut plus de plus en plus intense
Entre 1962 et 1979, André Charlin développa un répertoire essentiellement composé de 3 catégories pour ses disques encore en exploitation à l'heure actuelle en 33 tours/30 cm :
- AMS - Anthologie de la musique Sacrée
- SLC - Sélection des meilleurs enregistrements
- CL - Classique

De plus, il faudra ajouter les répertoires TH, pour "Théâtre" en 16 tours et EX pour les 45 tours. En tout, il y a eu certainement plus de 10 catégories, avec plus de 800 œuvres fixées tout le long de sa carrière.